# Maison (Bazouges-la-Pérouse, rue de l'Église)
La maison située rue de l'Église dite maison de Sandrine est un édifice ancien à pan de bois de la commune de Bazouges-la-Pérouse, dans le département d’Ille-et-Vilaine en région Bretagne.

## Localisation
Elle se trouve au nord du département et dans le centre-ville de Bazouges-la-Pérouse. Elle se situe dans la rue de l'Église, la rue principale du bourg.

## Historique
La maison date du XVIIe siècle. 
Elle est inscrite au titre des monuments historiques depuis le 11 octobre 1930,.